# Jacek Filek
Jacek Filek właśc. Tadeusz Jacek Filek (ur. 1945) – polski filozof, etyk, profesor nauk humanistycznych. 

## Życiorys
W 1978 roku uzyskał tytuł magistra filozofii na Uniwersytecie Jagiellońskim w Krakowie. Tamże uzyskał stopień doktora w 1986 roku i tamże się habilitował w 1997 roku. Tytuł profesora nauk humanistycznych uzyskał w 2012 roku.
Od października 1978 roku do września 2016 roku był zatrudniony przez Uniwersytet Jagielloński w Krakowie. Od kwietnia 2018 roku do lutego 2021 roku pracował na Uniwersytecie im. Jana Długosza w Częstochowie.
Jest członkiem Rady Programowej Instytutu Myśli Józefa Tischnera.
W 2015 został laureatem Nagrody im. ks. Józefa Tischnera w kategorii pisarstwa religijnego i filozoficznego.

## Dorobek naukowy
Wydał ponad sto rozpraw oraz esejów filozoficznych. Publikował na łamach m.in. w „Tygodnika Powszechnego”. Przełożył dzieło Dietricha Bonhoeffera pt. O odpowiedzialności (wyd. 2001).

### Publikacje książkowe
- Z badań nad istotą wartości etycznych (1996)[8]
- Ontologizacja odpowiedzialności: analityczne i historyczne wprowadzenie w problematykę (1996)[9]
- Filozofia jako etyka (2001)[2]
- Filozofia odpowiedzialności XX wieku (Tom 1, monografia, 2003, nagroda Ministra Nauki i Szkolnictwa Wyższego, Tom 2, antologia tekstów źródłowych, 2004)[8]
- Życie, etyka, inni (2010)[2]
- Etyka. Reinterpretacja (2014)[2]
- O nadziei: historyczne i analityczne wprowadzenie do fenomenologii nadziei (2023)[10]
- Ethik. Reinterpretation (2023, seria Dia-Logos)[11]